# 1541 în literatură
- 1540 în literatură — 1541 în literatură — 1542 în literatură

Anul 1541 în literatură a implicat o serie de evenimente semnificative. 

## Nașteri
- 20 iulie: Pierre de Larivey, scriitor, traducător și dramaturg francez (d. 1619).

## Decese
- Giovanni Guidiccioni, poet italian (n. 1480)

Format:1541